# 飛碟晚餐 陳揮文時間
《飞碟晚餐 陈挥文时间》，簡稱《陳揮文時間》，是一個中華民國的廣播節目，於台北飛碟電台(FM 92.1)播放的帶狀節目，時間在下午六點新聞過後，一直到下午七點，自2007年開播至今。这档节目是對台灣媒體亂象進行批評反諷、以及分享觀點的電台節目之一。也是目前僅存唯一常態性每集接受CALL-IN的政論廣播節目。

## 播出時間
| 播出頻道 | 所在地 | 播出日期   | 播出時間              | 備註 |
| -------- | ------ | ---------- | --------------------- | ---- |
| 飛碟電台 | 臺灣   | 2007年至今 | 週一至週五18:00-19:00 |      |

## 外部連結
- 飛碟晚餐-陳揮文時間節目介紹[]
- 飛碟晚餐陳揮文時間的Facebook專頁
- YouTube上的《飛碟晚餐 陳揮文時間》播放列表